# Panorâmica
Panorâmica, em cinema e audiovisual, é um movimento de câmara em que esta não se desloca, mas apenas gira sobre o seu próprio eixo horizontal ou vertical. Entre os profissionais, o termo é muitas vezes utilizado de forma abreviada: pan.

## Objetivos da panorâmica

Panorâmica horizontal

Classicamente, movimentos de panorâmica, especialmente os horizontais, são utilizados para descrever um ambiente (panorâmica descritiva): uma panorâmica horizontal de poucos segundos pode mostrar um ambiente de forma mais eficiente que um plano fixo, o qual precisaria ser demasiadamente aberto no sentido vertical para obter o mesmo ângulo de visão horizontal.
Uma panorâmica também pode ser utilizada para acompanhar o movimento de um personagem ou veículo (panorâmica de acompanhamento), para estabelecer a relação geográfica entre dois personagens ou objetos (panorâmica geográfica ou de relação), para mostrar a visão de um personagem (panorâmica de ponto de vista), etc.
Panorâmicas curtas e quase imperceptíveis, utilizadas apenas para corrigir o enquadramento de um personagem que se movimenta ao falar ou gesticular, são chamadas panorâmicas de correção ou apenas movimentos de correção.
Qualquer panorâmica muito rápida, tornando as imagens intermediárias "borradas" e quase não identificadas, é chamada de chicote (swish pan em inglês, barrido em espanhol).

## Tipos de panorâmica

Panorâmica vertical

Numa panorâmica horizontal, a câmara gira sobre o seu eixo vertical. Ao contrário, na panorâmica vertical, o giro é realizado sobre o eixo horizontal da própria câmara.
Em inglês, é comum utilizarem-se dois termos independentes: pan ou panning para os giros horizontais e tilt para os giros verticais.